# Rio Guayape
Guayape é um rio que atravessa o território de Honduras, na América Central.